# Ladislav Bezák
Ladislav Bezák fue un piloto acrobático checoslovaco, primer ganador del FAI World Aerobatic Championships en 1960, y primero en ganar el Biancotto Trophy en 1965.

## Trayectoria deportiva
Es famoso por realizar por primera vez la maniobra acrobática Lomcovák.